# 名倉正博
名倉 正博（なぐら まさひろ）は、日本のゲームクリエイター。B.B.スタジオ（現 · バンダイナムコフォージデジタルズ）所属。

## 参加作品
- 第2次スーパーロボット大戦α（2003年、PS2） - シナリオ
- スーパーロボット大戦ORIGINAL GENERATION2（2005年、GBA） - シナリオ
- 第3次スーパーロボット大戦α 終焉の銀河へ（2005年、PS2） - シナリオ
- スーパーロボット大戦Zシリーズ - ディレクター、シナリオ[1]
  - スーパーロボット大戦Z（2008年、PS2）
  - 第2次スーパーロボット大戦Z 破界篇（2011年、PSP）
  - 第2次スーパーロボット大戦Z 再世篇（2012年、PSP）
  - 第3次スーパーロボット大戦Z 時獄篇（2014年、PS3、PS Vita）
  - 第3次スーパーロボット大戦Z 天獄篇（2015年、PS3、PS Vita）
- スーパーロボット大戦OG ムーン・デュエラーズ（2016年、PS3、PS4） - 脚本協力
- スーパーロボット大戦V（2017年、PS4、PS Vita） - ディレクター、シナリオ
- スーパーロボット大戦Y（2025年、Switch、PS5、Steam） - シナリオ[2]